# Leonor de Saboya
Leonor de Saboya (Turín, 28 de febrero de 1728 - Moncalieri, 14 de agosto de 1781) fue una princesa saboyana, hija mayor del rey Carlos Manuel III de Cerdeña y de su segunda esposa, la landgravina alemana Polixena de Hesse-Rotenburg.

## Primeros años

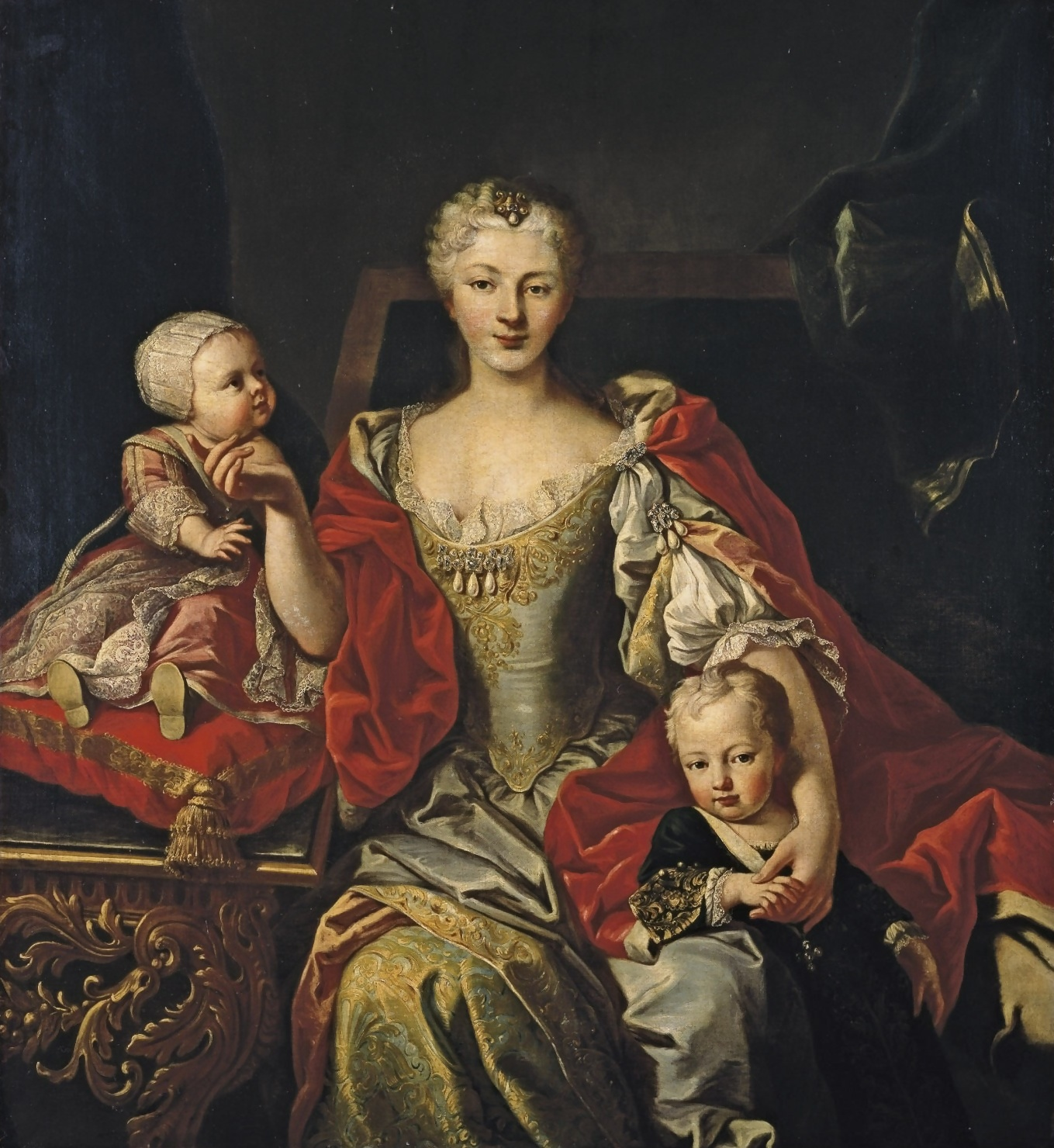
Leonor (izquierda), junto a su madre y su hermano Víctor Amadeo.

Leonor nació en el Palacio Real de Turín en Turín, hija mayor del rey Carlos Manuel III de Cerdeña y de su segunda esposa la landgravina Polixena Cristina de Hesse-Rotenburg. Sus padres tenían un matrimonio relativamente feliz y recibió el nombre de su abuela materna Leonor de Löwenstein-Wertheim. Cuando tenía seis meses, murió su abuela, Ana María de Orleans. Su madre también murió en 1735, cuando Leonor tenía solo seis años de edad, y se convirtió en la mujer de más alto rango en la corte de Saboya hasta el matrimonio de su hermano, el futuro Víctor Amadeo III de Cerdeña con la infanta española María Antonia en 1750.
Entre sus primos maternos, se encontraban Víctor Amadeo II, Príncipe de Carignano y la futura princesa de Lamballe. Sus primos paternos, eran los reyes Fernando VI de España y Luis XV de Francia.

## Posible matrimonio
Leonor y su hermana María Luisa, fueron propuestas como posibles novias para Luis, delfín de Francia, hijo mayor de su primo, Luis XV. Sin embargo, el matrimonio nunca se materializó, ya que el Delfín, tras negociaciones con la corte española, se casó en 1744 con la infanta María Teresa de España, una hermana mayor de su cuñada María Antonia.
Sus dos sobrinas, María Josefina y María Teresa, se casarían con dos de los hijos del Delfín Luis.

## Muerte
Leonor nunca se casó y posiblemente vivió siempre en la corte saboyana durante el reinado de su padre y tras la muerte de él en 1773, de su hermano Víctor Amadeo III, murió en el Castillo de Moncalieri el 14 de agosto de 1781 con 53 años. Fue enterrada en la Basílica de Superga en Turín.